# Hottentothaantje
Het hottentothaantje (Chrysolina haemoptera), ook wel donkerblauw goudhaantje, is een keversoort uit de familie bladkevers (Chrysomelidae). De wetenschappelijke naam van de soort werd als Chrysomela haemoptera in 1758 gepubliceerd door Carl Linnaeus.